# Varca
Varca là một thị trấn thống kê (census town) của quận South Goa thuộc bang Goa, Ấn Độ.

## Địa lý
Varca có vị trí 15°13′B 73°55′Đ / 15,22°B 73,92°Đ Nó có độ cao trung bình là 0 mét (0 feet).

## Nhân khẩu
Theo điều tra dân số năm 2001 của Ấn Độ, Varca có dân số 4859 người. Phái nam chiếm 47% tổng số dân và phái nữ chiếm 53%. Varca có tỷ lệ 77% biết đọc biết viết, cao hơn tỷ lệ trung bình toàn quốc là 59,5%: tỷ lệ cho phái nam là 80%, và tỷ lệ cho phái nữ là 75%. Tại Varca, 10% dân số nhỏ hơn 6 tuổi.